# Rohovce
Rohovce (Hongaars: Nagyszarva) is een Slowaakse gemeente in de regio Trnava, en maakt deel uit van het district Dunajská Streda.
Rohovce telt 1.143 inwoners.